# Donuts (企業)
株式会社Donuts（ドーナツ、英: Donuts Co. Ltd.）は、クラウドサービスおよび動画・ライブ配信サービス、スマートフォンゲーム開発などを主体とする日本の企業。

## 概要
クラウド型業務支援システム「ジョブカン」シリーズや、動画・ライブ配信アプリ「ミクチャ」、クラウド型電子カルテ「CLIUS」などのサービスを提供するとともに、スマートフォンゲームの開発・配信なども行う。子会社を通じてプロeスポーツチーム・「DONUTS VARREL」の運営、2021年4月から女性向けファッション誌「Ray」の編集・発行を行う。
創業以来、外部から資金調達は一切行っていない。

## 沿革
- 2007年2月 - DeNA出身の西村啓成と根岸心が新宿区高田馬場[2] で設立。
- 2009年12月 - 女性向けハウツー共有サイト「ハウコレ」をリリース
- 2010年5月 - クラウドサービス「ジョブカン」の第1弾となる「ジョブカン勤怠管理」をリリース
- 2011年
  - 1月 - 携帯電話ゲーム「暴走列伝 単車の虎」をリリース
  - 12月 - 新宿区西新宿6丁目へ移転
- 2012年
  - 10月 - 渋谷区道玄坂へ移転
  - 12月 - ランチ交流サービス「ソーシャルランチ」を運営するシンクランチ株式会社の全株式を取得[3]
  - 12月 - タイにDonuts Bangkok Co., Ltd.を設立（のちにタイ支社）
- 2013年
  - 3月 - シンクランチ株式会社を吸収合併[4]
  - 12月 - 動画投稿SNSアプリ「MixChannel」をリリース
- 2014年
  - 11月 - 本社を現在地（小田急サザンタワー）に移転
  - 12月 - ケータイ&スマホゲーム「暴走列伝 単車の虎」の単行本を発売[5]
- 2015年12月 - 韓国支社を開設
- 2017年
  - 2月 - 京都オフィスを開設
  - 10月 - 「MixChannel」にライブ配信機能を追加
- 2018年7月 - クラウド型電子カルテ「CLIUS」をリリース
- 2019年3月 - 「ハウコレ」事業を分社化し、株式会社ハウコレ設立。
- 2020年
  - 3月 - 美少女図鑑の運営本部である株式会社テクスファームファウンデーション（同年6月に株式会社美少女図鑑に商号変更）と資本業務提携[6]
  - 3月 - 株式会社ライズアースを子会社化[7]
  - 7月 - 「MixChannel」を「ミクチャ」に改称[8]
  - 7月 - BitStarから「SAPPORO COLLECTION」の商標権を譲受[9]
  - 8月 - VRコンテンツサービス「ときめきVR」のβ版をリリース[10]
  - 10月 - プロeスポーツチーム「Unsold Stuff Gaming」(USG)の運営を譲受。運営会社として株式会社DonutsUSGを設立。Unsold Stuff Gamingはチーム名を「DONUTS USG」に改称[11]。
  - 12月 - セレッソ大阪とオフィシャルパートナーシップ契約を締結[12]
- 2021年
  - 2月 - 高知オフィスを開設
  - 同月 - FC琉球とオフィシャルパートナーシップを締結[13]
  - 3月 - 横浜FCとオフィシャルパートナーシップを締結[14]
  - 3月 - DONUTSグループの株式会社ハウコレが、株式会社ソニー・ミュージックエンタテインメントより女性向けメディア「andGIRL」「mamagirl」を事業譲受[15]
  - 4月 - ファッション誌「Ray」の編集・発行を含む関連事業を主婦の友社から譲受（発売は主婦の友社に委託）[16]
  - 5月 - Bitstarから「Akihabara Lab」（アキラボ）事業を譲受[17]
  - 6月 - 社名表記を株式会社DONUTSに変更（登記上の商号は変更せず）。企業ロゴデザインおよびコーポレートサイトを刷新[18]。
  - 6月 - ビズソフト株式会社を買収して完全子会社化。ビズソフトは株式会社ジョブカン会計に商号変更[19][20]。
  - 8月 - 大阪オフィスを開設[21]
  - 10月 - VTuber/バーチャルライバープロダクション「MIKUCAN -ミクカン-」を発足[22]
  - 10月 - 同年7月30日に、産業経済新聞社から大阪放送（ラジオ大阪）の株式を承継して筆頭株主となったことを発表[23][24]。
- 2022年
  - 3月 - アソビシステムと共同事業としてファッションクリエイターズマガジン「Zipper」を復刊（発売は祥伝社に委託）[25]
  - 4月 - 株式会社ハウコレから女性向けメディア「andGIRL」「mamagirl」を事業譲受[26]
  - 12月 - eスポーツ事業を手がける株式会社DONUTS USGの社名を株式会社VARRELへ変更し、運営するプロゲーミングチーム「DONUTS USG」のチーム名を「DONUTS VARREL」へ変更[27]
- 2023年2月 - CyberZから株式会社OPENRECの発行済株式の大部分を取得し、株式会社OPENRECを子会社化[28]
- 2024年
  - 4月 株式会社VARRELと株式会社TOPANGAの経営統合を発表、および株式会社VARRELの商号を株式会社CELLORBへ変更[29]
  - 6月 株式会社ブシロードから「D4DJ」のプロジェクト運営権を承継[30]。株式会社CELLORBが株式会社TOPANGAと経営統合

## 主な事業
クラウドサービス事業

海外の子会社が利用する初代ロゴ

- ジョブカン - クラウド型業務支援サービス
  - ジョブカン勤怠管理
  - ジョブカンワークフロー
  - ジョブカン経費精算
  - ジョブカン採用管理
  - ジョブカン労務HR
  - ジョブカン給与計算
  - ジョブカン会計

動画・ライブ配信事業
- ミクチャ - 動画・ライブ配信アプリ

ゲーム事業
- DONUTS GAMES（詳細は後述）

医療事業
- CLIUS - クラウド型電子カルテ

出版メディア事業
- Ray- 発売は主婦の友社
- Zipper- 発売は祥伝社
- andGIRL - 発売は主婦の友社
- andGIRLweb
- mamagirl WEB

その他
- ときめきVR - VRコンテンツサービス
- Akihabara Lab（アキラボ） - VRおよびバーチャルYouTuber研究所
- MIKUCAN - バーチャルYouTuber事務所

## ゲーム一覧

### 配信中
特記なきものは「DONUTS GAMES」名義での自社配信。
- 暴走列伝 単車の虎 - mixi、mobage、GREE、dゲーム、Amazon Appstore、ヤマダゲームでも配信。
- Tokyo 7th シスターズ
- 戦国の虎 (mobage)
- 戦国の虎Z
- 艦つく -Warship Craft-
- ブラックスター -Theater Starless-
- D4DJ Groovy Mix ※当初はブシロードゲームズとの共同運営。2024年7月8日よりDONUTS GAMES単独運営へ移行。
- Xenociders -捕食者の星- - PCゲーム (Steam)

### 配信終了
- ライアーゲーマー〜少数決〜 (mixi)
- 地元対抗最強不良伝説 (mobage)
- ハコニワ戦争（mobage)
- メッセージボトル おばけトーク
- ヱヴァンゲリヲン バトルミッション（ブシロード）
- 単虎外伝!ガチンコの虎
- リゾートへようこそ 〜総支配人は恋をする〜
- 私たち、結婚しました
- デモンズゲート 帝都審神大戦 〜東京黙示録編〜
- 宿星のディストピア
- ロストキングダム
- ダービーストーリーズ
- パンドラ 失われた文明
- あくしず戦姫〜戦場を駆ける乙女たち〜
- 無人戦争2099
- ユアマジェスティ
- 騎兵とドラゴン[31]

## MIKUCAN
MIKUCAN（ミクカン）は、DONUTSが運営するVTuber/バーチャルライバープロダクションで2021年10月5日に発足した。DONUTSに所属した12グループが移籍し、新たに「私立いちご女学院」「虹河ラキ」「衣恋ノヴァ」が所属する。

### DONUTSからの移籍
- バーチャルハート様 - 漫画『北斗の拳』公式バーチャルYouTuber
- 桜沢春人
- 朝宮ゆり
- 虎羅武流美

### MIKUCANからの新規参加
- 虹河ラキ - 山佐株式会社公式バーチャルYouTuber
- ネオ・レムリア（2022年9月1日加入）
- 市丸せん（2022年9月1日加入）
- 緒餅あも（2022年9月1日加入）
- 桜舞はみ（2023年4月1日加入[32]）

### 引退・卒業
- 月宮雫（DONUTSからの移籍、2021年11月30日卒業）
- 私立いちご女学院（MIKUCANから新規参加、2022年10月31日卒業[33]）
  - 冬乃サヤ
  - 夏川あき
- 千伐るしあ（DONUTSから移籍、2022年12月31日卒業[34]） - ※個人勢に再転向して活動継続
- 七瀬タク（DONUTSから移籍、2022年12月31日卒業[34]）
- 衣恋ノヴァ（MIKUCANから新規参加、2022年12月31日卒業[34]）
- 王丸櫻子（DONUTSから移籍、2023年1月11日卒業[35]）
- 紫乃花ゆに（2022年9月1日加入、2023年1月31日卒業[36]）
- おさナズ（DONUTSからの移籍、2023年1月31日卒業[37]） - ゲーム『FLOWER KNIGHT GIRL』公式バーチャルYouTuber
- リオネル・エレオノール・ド・シィアニア（DONUTSから移籍、2023年2月28日卒業[38]）
- 終末RADIO（DONUTSから移籍、2023年3月31日卒業[39]）
  - 小鳥遊酔
  - 胡蝶由芽
- 稲荷ハチ（DONUTSから移籍、2023年10月28日卒業[40]）

## 広告展開

### CM
ウェブや交通広告を中心に展開する。広告代理店に委託せずに自社で製作し、自社オフィスで撮影して出演者の私物を小道具に使用するなどのコスト削減を図る。

#### 提供番組
- 加藤浩次のちゃっかりバズってます!!（テレビ西日本、2021年5月8日 - ） - 一社提供（ミクチャ名義）[42]

#### 出演者
現在
- フワちゃん（ジョブカン、ミクチャ）[42][43]
- 武田鉄矢 （ジョブカン）[43]
- 加藤浩次（ミクチャ）[注 1][42]

過去
- 哀川翔（ジョブカン）[41]
- 手越祐也（ジョブカン）[注 2][41]
- 小日向文世（ジョブカン）[44]
- 琴子（ジョブカン）[44]

### DONUTS USGアンバサダー
- 夏菜（2021年7月 - ）[45]

## グループ企業
- 株式会社アカリク - 大学院生、院卒社会人のための求人情報サイト
- 株式会社CELLORB（旧：株式会社DONUTS USG→株式会社VARREL） - プロeスポーツチーム「DONUTS VARREL」の運営
- 株式会社美少女図鑑（旧：株式会社テクスファームファウンデーション） - 「美少女図鑑」の運営本部
- 株式会社ハウコレ - 女性向けメディア「ハウコレ」、占いアプリ「ウラナッテ」などの運営。
- 株式会社ライズアース - ライバーマネジメント事業
- 株式会社Churros - タレントおよびライバーのマネジメント事業
- 株式会社ジョブカン会計（旧：ビズソフト株式会社） - 会計業務ソフト「ツカエル」シリーズの開発・販売
- 株式会社OPENREC - 動画配信プラットフォーム「OPENREC.tv」（オープンレックティービー）の企画・運営
- 株式会社BACKS - インターネット広告事業・DOOH（デジタル屋外広告）事業、WEB・デザイン製作事業、人材紹介事業
- 株式会社ラジオ大阪（OBC）[注 3] - 近畿広域圏を放送対象地域として中波放送（AMラジオ放送）を実施する特定地上基幹放送事業者。